# Доланці
Доланці (словен. Dolanci) — поселення в общині Комен, Регіон Обално-крашка, Словенія. Висота над рівнем моря: 166,4 м.